# 羽島郡広域連合
羽島郡広域連合（はしまぐんこういきれんごう、英：HASHIMA districts widearea union）は、岐阜県羽島郡岐南町及び笠松町の2町が設立している広域連合。

## 概要

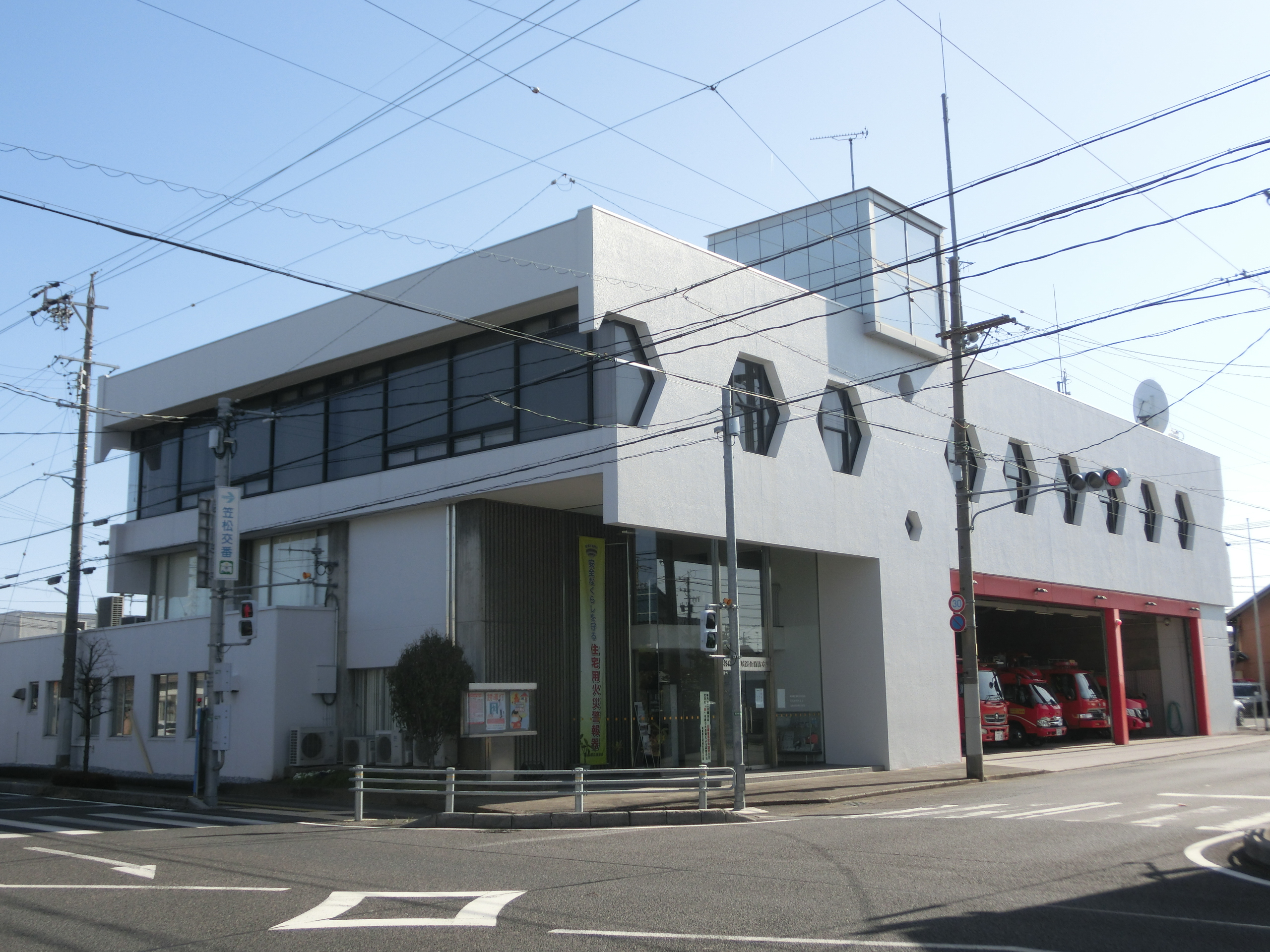
羽島郡広域連合消防本部

### 事務所
- 笠松町美笠通3-25

### 主な事務内容
- 常備消防事務（消防団に関する事務を除く）
- 火薬類取締法に基づく事務
- 公平委員会の設置及び運営事務

### 組織
- 広域連合議会
  - 議員定数：6人（岐南町：3人、笠松町：3人）
- 執行機関
  - 広域連合長：1人（関係町の長から関係町の長が投票により選挙）
  - 副広域連合長：1人（広域連合長以外の関係町の長）
  - 会計管理者：1人（広域連合長の選任）
  - 選挙管理委員会：4人
  - 監査委員：2人

## 常備消防事務

### 概要
- 消防本部：羽島郡笠松町美笠通3-25
- 管内面積：18.26km2
- 職員定数：75人
- 消防署2カ所
- 主力機械（2018年4月1日現在）
  - 普通消防ポンプ自動車：2
  - 水槽付消防ポンプ自動車：2
  - 屈折はしご付消防自動車：1
  - 化学消防自動車：1
  - 高規格救急自動車：3
  - 救助工作車：2
  - 指令車：2
  - 査察広報車：1
  - 資機材搬送車：1
  - 人員搬送車：1
  - 連絡車：1

### 沿革
- 1968年11月11日　羽島郡川島町・岐南町・笠松町・柳津町の4町が一部事務組合の羽島郡消防事務組合を設立する。
  - 笠松町消防本部が羽島郡消防事務組合消防本部に移行し、1署3分署（川島・岐南・柳津）体制で発足する。
- 1979年10月　岐南分署が東消防署に昇格し、2署体制となる。組合消防署を西消防署に改称する。
- 2002年4月1日　羽島郡4町が一部事務組合の体制を見直し、広域連合の羽島郡広域連合を設立する。
  - 羽島郡消防事務組合は同年3月31日に解散し、羽島郡広域連合消防本部に改称する。
- 2005年3月31日　各務原市川島区域が羽島郡広域連合から完全脱退する。東消防署川島分署を各務原市に承継する。
- 2006年1月1日　柳津町が岐阜市と合併する。
  - 柳津町は合併の前日をもって羽島郡広域連合から脱退し、西消防署柳津分署を岐阜市に承継する。

### 組織
- 本部 - 消防総務課、警防課、予防課
- 消防署

### 消防署
| 消防署   | 住所                   | 出張所 |
| -------- | ---------------------- | ------ |
| 西消防署 | 羽島郡笠松町美笠通3-25 | なし   |
| 東消防署 | 羽島郡岐南町八剣7-114  | なし   |